# Михал Паздан
Михал Паздан (пољ. Michał Pazdan; Краков, 21. септембар 1987) је пољски професионални фудбалер, који игра на позицији одбрамбеног играча за ФК Анкарагуџу и за фудбалску репрезентацију Пољске.

## Клупска каријера
Паздан је фудбалску каријеру започео у ФК Хутник из Нове Хуте. Део првог тима постао је у сезони 2003/04.
Године 2007. играо је за ФК Горњик Забже. Дебитовао је је 14. септембра 2007. године у Екстракласи са ФК Јагелонија на утакмици против ФК Полонија Битом. Током те сезоне играо је на 19 утакмица, а био у стартној постави на 17.
ФК Легији из Варшаве приступио је 24. јуна 2015. године.

## Репрезентативна каријера
Паздан је имао девет наступа за фудбалску репрезентацију Пољске, а дебитовао је 15. децембра 2007. године у пријатељској утакмици против репрезентације Босне и Херцеговине, коју је његова селекција савладала резултатом 1–0.
Пољски менаџер Лео Бенхакер позвао га је у тим селекције Пољске за Европско првенство у фудбалу 2008. године, али он није одиграо ни један минут на том првенству.
У наредном периоду Паздан је зван на утакмице репрезентације само у случају повреде других играча, али 21. новембра 2008. године позван је да игра на пријатељским утакмицама селекције Пољске у Анталији у Турској.
Током Европског првенства у фудбалу 2016. године, Паздан је постао миљеник нације након меча против репрезентације Немачке, када је окарактерисан као најбољи играч меча. Након тога, многи клубови из Премијер лиге заинтересовали су за њега.
У мају 2018. године изабран је у састав за Светско првенство у фудбалу 2018. које је одржано у Русији.

## Статистика каријере

### Клупска
До 1. јуна 2018.
| Клуб           | Сезона  | Лига        | Лига | Лига | Куп | Куп | Европа | Европа | Остало | Остало | Укупно | Укупно |
| Клуб           | Сезона  | Лига        | Ута  | Гол  | Ута | Гол | Ута    | Гол    | Ута    | Гол    | Ута    | Гол    |
| -------------- | ------- | ----------- | ---- | ---- | --- | --- | ------ | ------ | ------ | ------ | ------ | ------ |
| Горњик Забже   | 2007/08 | Екстракласа | 19   | 0    | 0   | 0   | –      | –      | 9      | 0      | 28     | 0      |
| Горњик Забже   | 2008/09 | Екстракласа | 29   | 0    | 2   | 0   | –      | –      | 2      | 0      | 33     | 0      |
| Горњик Забже   | 2009/10 | Прва лига   | 33   | 2    | 0   | 0   | –      | –      | –      | –      | 33     | 2      |
| Горњик Забже   | 2010/11 | Екстракласа | 17   | 0    | 0   | 0   | –      | –      | –      | –      | 17     | 0      |
| Горњик Забже   | 2011/12 | Екстракласа | 28   | 1    | 2   | 0   | –      | –      | –      | –      | 30     | 1      |
| Горњик Забже   | Укупно  | Укупно      | 126  | 3    | 4   | 0   | –      | –      | 11     | 0      | 141    | 3      |
| Јагелонија     | 2012/13 | Екстракласа | 27   | 1    | 3   | 0   | –      | –      | –      | –      | 30     | 1      |
| Јагелонија     | 2013/14 | Екстракласа | 32   | 0    | 5   | 0   | –      | –      | –      | –      | 37     | 0      |
| Јагелонија     | 2014/15 | Екстракласа | 27   | 2    | 2   | 0   | –      | –      | –      | –      | 29     | 2      |
| Јагелонија     | Укупно  | Укупно      | 86   | 3    | 10  | 0   | –      | –      | –      | –      | 96     | 3      |
| Легија Варшава | 2015/16 | Екстракласа | 24   | 0    | 4   | 0   | 10     | 0      | 1      | 0      | 39     | 0      |
| Легија Варшава | 2016/17 | Екстракласа | 28   | 0    | 0   | 0   | 10     | 0      | 0      | 0      | 38     | 0      |
| Легија Варшава | 2017/18 | Екстракласа | 29   | 0    | 3   | 0   | 5      | 0      | 1      | 0      | 38     | 0      |
| Легија Варшава | Укупно  | Укупно      | 81   | 0    | 7   | 0   | 25     | 0      | 2      | 0      | 115    | 0      |

### Репрезентативна
До 24. јуна 2018.
| Пољска | Пољска | Пољска |
| Год    | Ута    | Гол    |
| ------ | ------ | ------ |
| 2007   | 1      | 0      |
| 2008   | 4      | 0      |
| 2013   | 2      | 0      |
| 2014   | 2      | 0      |
| 2015   | 5      | 0      |
| 2016   | 10     | 0      |
| 2017   | 6      | 0      |
| 2018   | 5      | 0      |
| Укупно | 35     | 0      |

## Трофеји

### Клупски
Легија Варшава
- Екстракласа: 2015/16, 2016/17, 2017/18

### Индивидуални
- ФИФА Сан Мигел куп 2009: Тим турнира[3]
- Најбољи одбрамбени играч у Екстракласи: 2014/15
- Играч године: 2016